# Mägo de Oz

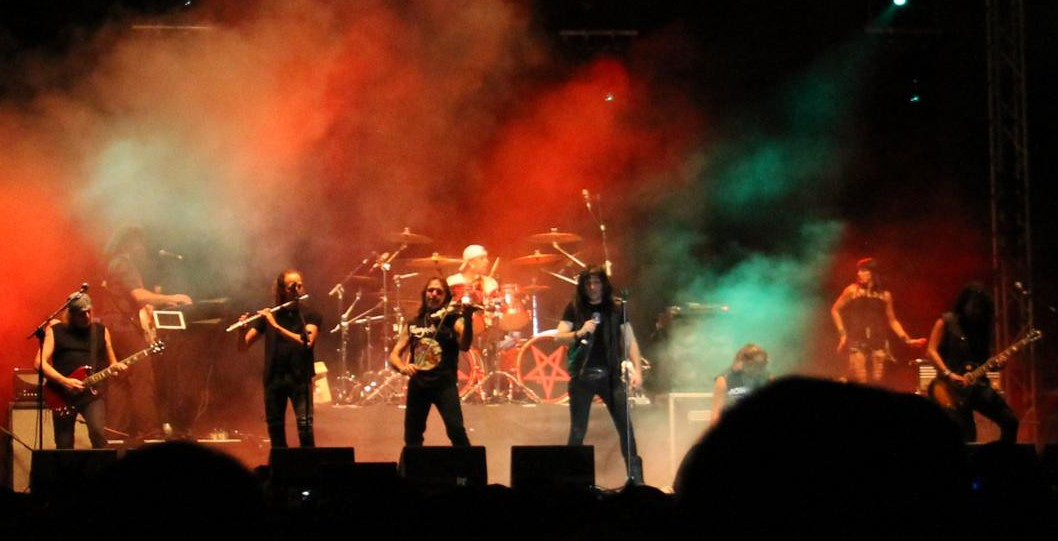
Mägo de Oz in 2015

Mägo de Oz is een Spaanse celticmetalband die in 1989 onder de naam Transilvania werd opgericht door drummer Txus di Fellatio als eerbetoon aan hun idool Iron Maiden.

## Leden
- Txus Di Fellatio: Drums, componist, achtergrondkoor (1989-heden)
- Javier Domínguez "Zeta": Zang (2012-heden)
- Mohamed: Viool & achtergrondkoor (1992-heden)
- "Carlitos": Leadgitaar & achtergrondkoor (1994-heden)
- Jorge Salán: Leadgitaar & achtergrondkoor (2004-heden)
- Frank: Slag- & akoestische gitaar, achtergrondkoor (1995-heden)
- Fernando Ponce de León: Fluiten, bagpipes (2000-heden)
- Patricia Tapia Stemmen & achtergrondkoor (2007-heden)
- Fernando Mainer: Bas (2012-heden)
- Javi Diez: Toetsen (2012-heden)

### Voormalige Leden
- Charlie: Leadgitaar (1989-1992)-(1994)
- Chema: Slaggitaar (1989-1992)-(1994)
- Juanma: Stemmen & tweede drums (1989-1994)
- Auri: Stemmen (1995)
- Salva: Bas (1989-2002)
- Sergio: Bas (2002-2004)
- Luismi: Bas (2004-2005)
- José Andrëa: Stemmen (1995-2012)
- Sergio Cisneros "Kiskilla": Keyboards, piano, accordeon, (2000-2012)
- Peri: Bas & achtergrondkoor (2005-2012)

## Discografie

### Albums
- 1994 - Mago de Oz
- 1996 - Jesús de Chamberí
- 1997 - La bruja
- 1998 - La leyenda de la Mancha
- 2000 - Finisterra
- 2002 - Fölktergeist
- 2003 - A Costa Da Rock
- 2003 - Gaia
- 2004 - Belfast
- 2005 - Gaia II - La voz dormida
- 2005 - Madrid Las Ventas
- 2006 - Rock N' Oz
- 2007 - La ciudad de los árboles
- 2010 - Gaia III - Atlantia
- 2010 - Gaia - Epílogo
- 2012 - Hechizos, pocimas y brujería
- 2014 - Celtic land of Oz

### Singles
- 1994 - El Lago
- 1996 - Hasta que tu muerte nos separe
- 1997 - El Cantar de la Luna Oscura
- 1998 - Feliz Navidad ¡¡Cabrones!!
- 1999 - Resacosix en Hispania
- 2000 - Fiesta Pagana
- 2000 - El Señor de los Gramillos
- 2000 - El que quiera entender que entienda
- 2000 - La danza del fuego
- 2002 - Molinos de Viento
- 2003 - La Costa del Silencio
- 2003 - La Rosa de los Vientos
- 2003 - El Atrapasueños
- 2005 - La Posada de los Muertos
- 2006 - Hoy te toca ser feliz
- 2006 - Diabulus in Musica
- 2007 - Y Ahora Voy a Salir
- 2008 - Deja de llorar (y vuélvete a levantar)
- 2024 - Mosqueteros (met dArtagnan en Rafo Blas)

- Biblioteca Nacional de España: XX188041
- Gemeinsame Normdatei: 16001898-5
- Library of Congress Control Number: nr2005016155
- MusicBrainz: fa3b825f-7c85-4377-b393-d28a2016e293
- Virtual International Authority File: 143542106